# Vía José López Portillo

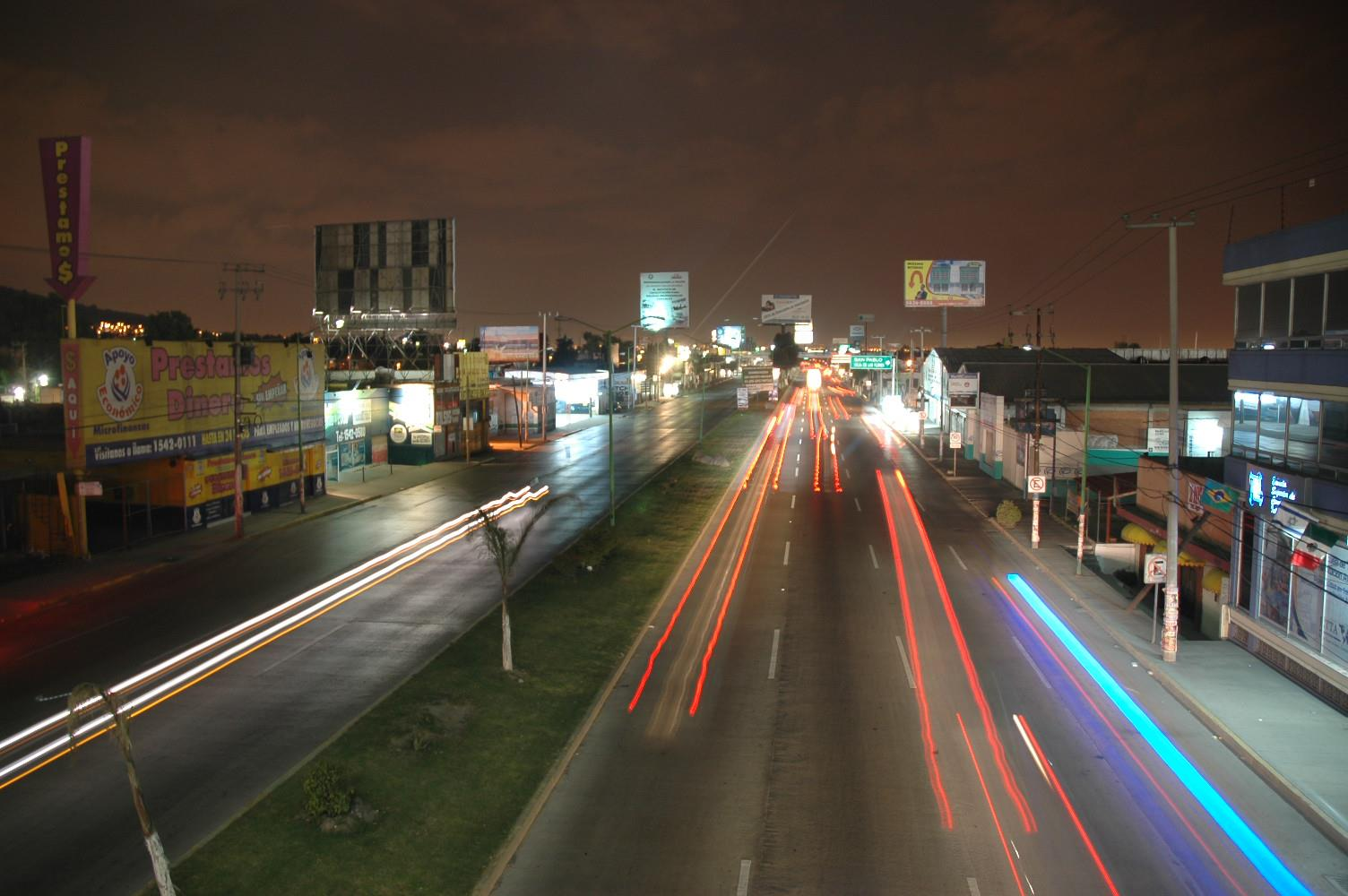
La avenida López Portillo, de noche (foto tomada en Coacalco de Berriozábal)

La Vía José López Portillo es una avenida ubicada al norponiente del Estado de México, y es la principal vialidad que cruza los municipios de Cuautitlán Izcalli, Tultitlán, Coacalco y Ecatepec, de poniente a oriente. Por ella circulan más de 100 mil vehículos al día. Comienza en el entronque de las avenidas Insurgentes y Avenida 30-30, terminando en el municipio de Cuautitlán Izcalli, cerca de la autopista México-Querétaro.

## Historia
Fue inaugurada en 1980 por el presidente José López Portillo y el entonces gobernador Jorge Jiménez Cantú. Antes de ser creada bajo su nombre actual, solamente era una simple vía que contaba con dos carriles en sentidos opuestos y llevaba el nombre de Avenida Circunvalación, (Incluyendo a la Vía Dr. Gustavo Baz y la Vía Morelos) siendo la única comunicación entre Querétaro e Hidalgo. Conforme la población fue creciendo, en estos ahora municipios, la vía tomo mayor importancia, tanta que, actualmente por ella circula transporte público, privado y foráneo por su conexión con la Ciudad de México. 
Por tal motivo, era frecuente ver que se renovara el asfalto, lo cual retrasaba el recorrido, ocasionando un caos vial y, para solucionar este problema se repavimentó de 2008 a 2009 con concreto hidráulico (propio de las avenidas principales de la ciudad) evitando así las continuas reparaciones y el congestionamiento vial, característico de los últimos años. Cabe mencionar que se han construido diferentes distribuidores viales y puentes vehículares en distintos puntos de esta Vía.
Ahora la Avenida López Portillo cuenta con la línea 2 de Mexibus, que tiene 21.3 kilómetros en el recorrido desde el fraccionamiento Las Américas, en Ecatepec a La Quebrada, en Cuautitlán Izcalli, circulando por la Avenida Primero de Mayo, la Avenida Revolución entroncando con esta avenida, para brindar el servicio cuenta con 42 estaciones y 62 autobuses. Esta línea permite comunicar la Autopista México-Querétaro (Periférico Norte) con la Av. Central (Av. Central Carlos Hank González) y a su vez los 2 centros comerciales más importantes de los extremos norte de la ciudad; Galerías Perinorte y Plaza Las Américas.